# El Dabaa kärnkraftverk
El Dabaa kärnkraftverk i El Dabaa, Egypten. Är ett kärnkraftverk under uppbyggnad.
Bygget startade 2022, totalt byggs fyra reaktorer på platsen. Reaktorerna levererades av ryska Rosatom.